# Laskarina Bubulina
Laskarina Bubulina (en griego: Λασκαρίνα Μπουμπουλίνα, Constantinopla, 11 de mayo de 1771 - Spetses, 22 de mayo de 1825) fue una heroína griega de la Guerra de independencia de Grecia en 1821, considerada la primera mujer en alcanzar el rango de almirante.

## Biografía

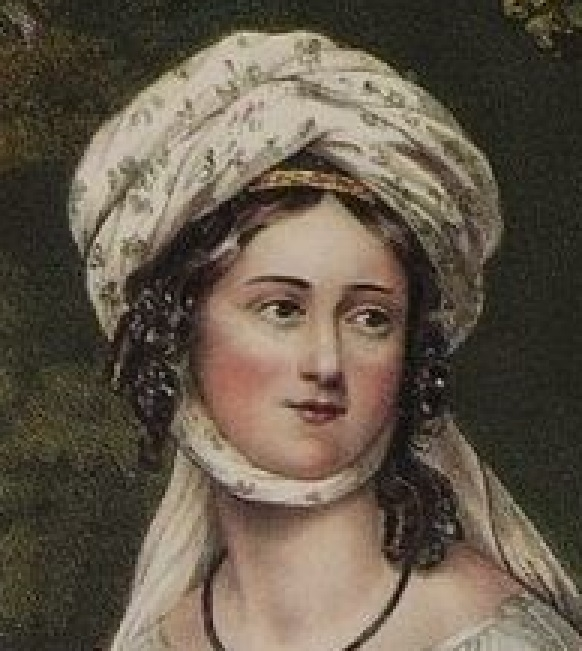
Laskarina Bubulina.

Bouboulina nació en 1771 en Constantinopla. Era hija del capitán Stavrianos Pinotsis, un capitán de la isla de Hidra y su esposa Skevo Kokkini, descendiente de la notable familia bizantina Kokkinis; una gran parte de esta familia vivía en la isla de Zante. Los otomanos habían encarcelado a Pinotsis por su participación en la fallida revuelta de Orlov de 1769-1770 contra el dominio otomano poco después del nacimiento de su hija. Su padre fue apresado y su esposa viajó hacia Estambul para pedir su liberación y dio a luz en la prisión a Bubulina, y al poco tiempo su padre murió, por lo que madre e hija regresaron a la isla de Hydra. Cuatro años más tarde, cuando su madre se casó de nuevo ahora con Demetrios Lazarou-Orlof, ellos se trasladaron a la isla de Spetses. Bubulina tenía entonces ocho años. Su padrastro fomentó su interés por la navegación, más allá de las normas sociales de la época, una decisión que se ha atribuido a su admiración por la emperatriz rusa Catalina la Grande. La biblioteca de su casa contenía numerosos libros de escritores de la Ilustración, incluyendo los de Friedrich von Schiller y Voltaire.
Se casó dos veces, primero con Dimitrios Yiannouzas con quien tuvo tres hijos; Yiannouzas se ahogó durante una batalla contra piratas argelinos. Más tarde se volvió a casar con el rico armador y capitán Dimitrios Bouboulis, tomando su apellido. Bouboulis también se ahogó en una batalla contra piratas argelinos el 10 de mayo de 1811 en la costa de Lampedusa. Bubulina tomó la fortuna que abarcaba diversos negocios comerciales marítimos y construyó cuatro barcos, incluido un gran buque de guerra llamado Agamemnon. Tuvo seis hijos entre sus dos maridos. 
En 1816, los otomanos intentaron confiscar las propiedades de Bubulina ya que su marido había formado parte del ejército ruso contra los turcos en la Guerra Turco-rusa. Fue hacia Estambul para reunirse con el embajador ruso el conde Pavel Strogonov para pedir protección. En reconocimiento por la ayuda prestada por su marido Strogonov la envió a Crimea donde estaría a salvo. Tres meses después volvería a Spetses a reunirse con la madre del sultán Mahmud II, la cual convenció a su hijo de que Bubulina disfrutara de sus propiedades.

## Apoyo al movimiento independentista griego

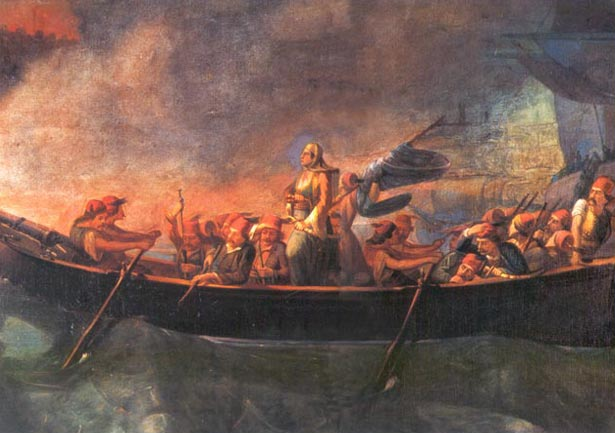
Bubulina atacando Nauplia.

Bubulina se unió a la organización Filiki Etaireia siendo el único miembro femenino.  Compró armas y municiones y las suministraba desde su puerto en Spetses. También reclutó un pequeño ejército desde Spetses a los cuales suministraba víveres y municiones y construyó su barco Agamemnon en 1820; en marzo de 1821 hizo su propia bandera inspirándose en la de la dinastía bizantina de los Comnenos y la puso en el mástil del barco. El 3 de abril los barcos de Spetses se rebelaron y se unieron con otras flotas de las Islas Griegas. Ella salió con ocho barcos y consiguió el bloqueo naval de Nauplia y lideró a sus tropas hasta la caída del fuerte el 13 de noviembre de 1822. Después tomó parte en otro bloqueo y posterior captura de Monemvasia y Pilos. Su hijo Yiannis Yiannouzas murió en la batalla de Argos, contra un ejército otomano superior en número.
Bubulina consiguió llegar a tiempo a la caída de Trípoli el 11 de septiembre de 1821 y se reunió con Theodoros Kolokotronis. Más tarde dos de los hijos de ambos, Eleni Bubuli y Panos Kolokotronis se casaron. Después de la toma de los cuarteles y fuertes otomanos, Bubulina consiguió rescatar a muchas mujeres griegas que eran componentes del harén del sultán.

## Después de la independencia

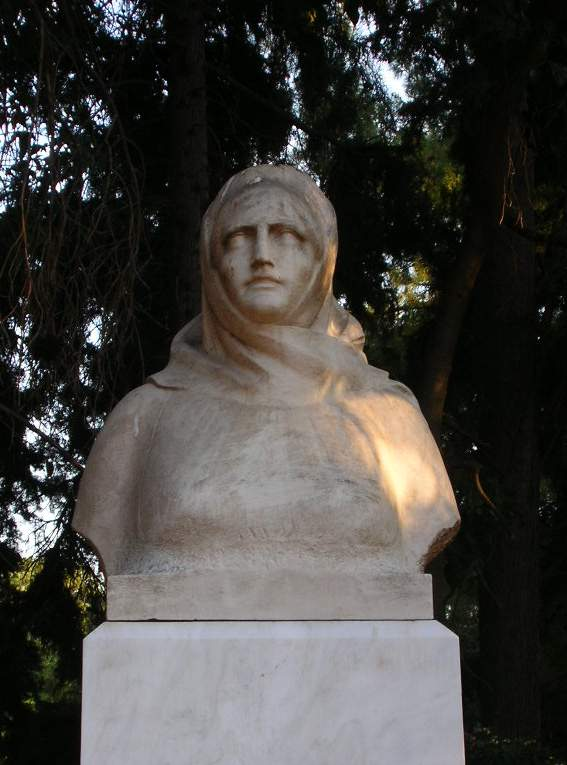
Estatua de Bubulina en Atenas, Grecia.

Bubulina fue arrestada en la guerra civil de 1824 a causa de su lucha junto a Kolokotronis, que fue acusado de traidor por apoyar una alianza con Rusia. Se le permitió el exilio a Spetses y tuvo que vivir en la miseria a causa de que su fortuna había sido dilapidada en la guerra de independencia.

## Muerte
Bubulina fue asesinada en Spetses en 1825 a causa de una venganza por parte de la familia de la esposa de su hijo Yeorgios Yiannouzas, los Koutsis. El padre de la chica, Christodoulos Koutsis, y sus hombres fueron armados a buscar a Bubulina a Spetses. Ella salió al balcón de su casa para encararse con ellos. Después de un breve diálogo con Christodoulos, uno de los asaltantes disparó contra ella en el pecho, a lo que siguieron otros cuantos. El asesino no fue identificado.

## Legado
Descendientes de Bubulina donaron el Agamemnon al estado griego. Este fue incendiado en la base naval de Poros por Andreas Miaoulis durante la siguiente guerra civil en 1831. En la isla de Spetses hay un museo dedicado a Bubulina, el cual es una casa de 300 años de antigüedad que era propiedad de su segundo marido. En el puerto de dicha isla también se encuentra una estatua y varias calles de diversas ciudades de Grecia y Chipre llevan su nombre.
Lela Karagianni (a veces escrita Karayanni o Carayannis), líder de la célula de resistencia griega Bouboulina durante la Segunda Guerra Mundial, era su bisnieta.